# Арль (округ)
Арль (фр. Arles) — округ (фр. Arrondissement) во Франции, один из округов в регионе Прованс-Альпы-Лазурный берег. Департамент округа — Буш-дю-Рон. Супрефектура — Арль.
Население округа на 2006 год составляло 192 034 человек. Плотность населения составляет 84 чел./км². Площадь округа составляет всего 2284 км².